# Brestnița, Loveci
Brestnița (în bulgară Брестница) este un sat în comuna Iablanița, regiunea Loveci,  Bulgaria. 

## Demografie
Componența etnică a satului Brestnița
     Bulgari (40,5%)
     Romi (40,01%)
     Nicio identificare (19,08%)
     Altele (1,17%)
La recensământul din 2011, populația satului Brestnița era de 1.022 locuitori. Nu există o etnie majoritară, locuitorii fiind bulgari (40,5%) și romi (40,01%). Pentru 19,08% din locuitori nu este cunoscută apartenența etnică.